# Мюнхенська вища школа музики і театру

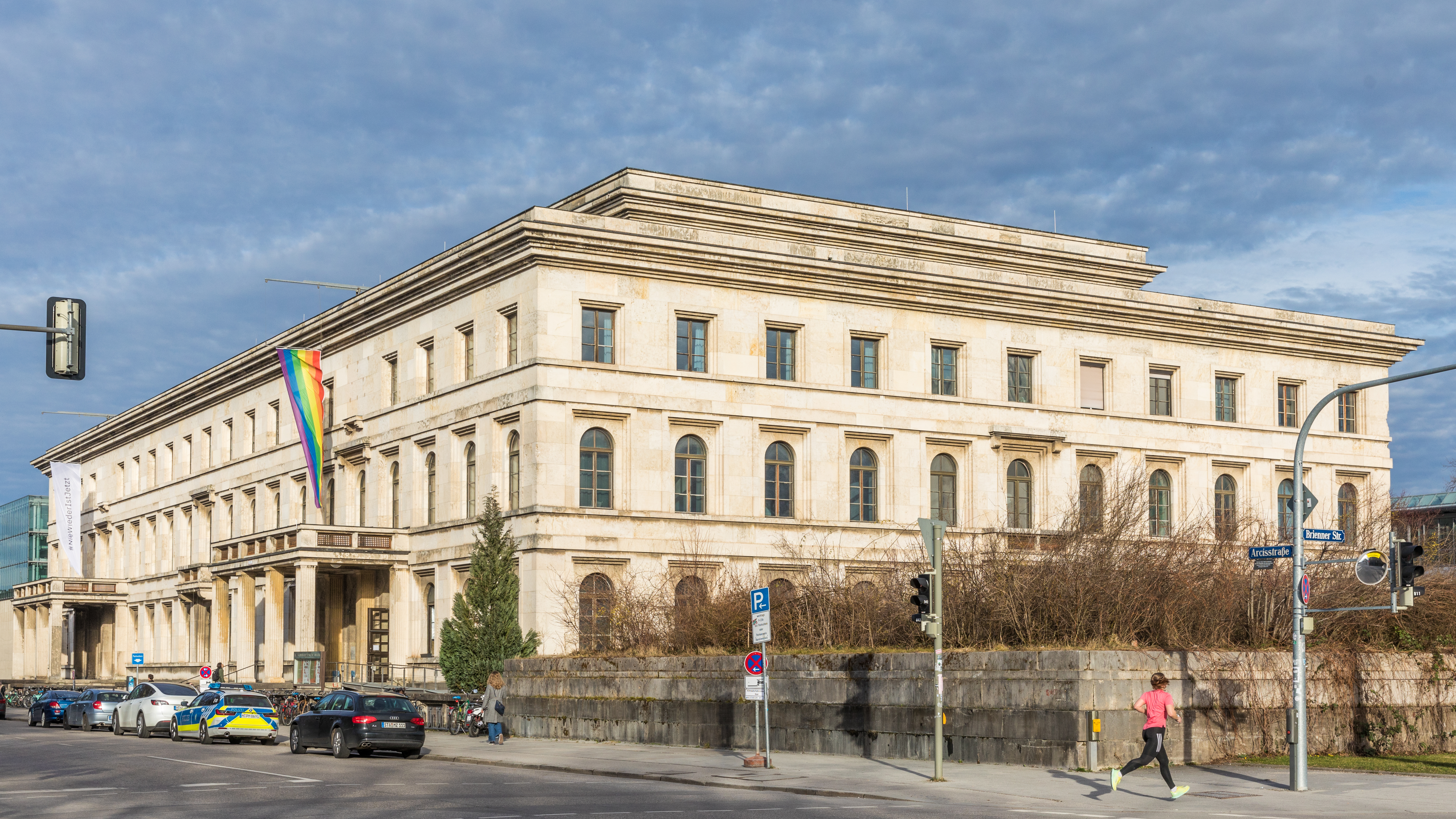
Мюнхенська вища школа музики і театру, 2007

Мюнхенська вища школа музики і театру (нім. Hochschule für Musik und Theater München) — вищий навчальний заклад, розташований у Мюнхені.
Заснована в 1846 році як приватний інститут, в 1867 році перетворений королем Людвігом II у Королівську Баварську школу музики, що існувала спершу на власні кошти короля, а з 1874 року на кошти державного бюджету. З 1892 року називалася Королівською академією музики, з 1924 року Державною академією музики, з 1998 р. отримала сучасну назву. В 1957 році переїхала в будинок, в якому знаходиться і по сьогодні (на знімку), що був побудований як регіональна штаб-квартира НСДАП (тут в 1938 році була підписана Мюнхенська угода); в особистому кабінеті Адольфа Гітлера, дещо перебудованому, знаходиться репетиційний зал.
Серед відомих музикантів, що викладали у цьому закладі — Елісо Вірсаладзе, Карл Орф, Макс Регер та інші.